# Pierre Anchen
Pierre Hilarion Anchen, né le 20 novembre 1879 à Lichans-Sunhar dans les Pyrénées-Atlantiques et décédé à l'âge de 87 ans le 2 mai 1967 à Kōyama au Japon, est un missionnaire français des missions étrangères de Paris.

## Biographie
Après des études primaires à Abense et des études secondaires à Saint-François-Xavier de Mauléon, il entre au séminaire des missions étrangères, rue du Bac, le 22 septembre 1898. Devenu sous-diacre le 28 septembre 1902, diacre le 7 mars 1903, il est ordonné prêtre le 21 juin et part pour Hakodate au Japon le 22 juillet 1903. Après avoir étudié le japonais, il est envoyé en poste à Niigata et Hakodate en 1905 puis à Morioka en 1907. En décembre 1908, l'évêque Berlioz le charge du poste de Sapporo où il réside pendant sept ans. En mars 1915, il est chargé de la paroisse de Hakodate. En 1920, il est nommé curé de Kameda, puis de Hachinohe en 1926. En 1931, son évêque lui demande de partir pour la Corée afin de prendre la charge de la paroisse japonaise de Taïkou. Après la guerre du Pacifique (1941-1945), il est rapatrié par l'armée américaine à la demande du père Mousset et revient donc en avion en France via les États-Unis le 31 décembre 1945. Il retourne au Japon le 18 février 1947. Il passe quelques mois dans la paroisse de Kōfu avant d'être nommé aumônier de la léproserie de Kōyama. En 1964, il prend sa retraite sur place et est remplacé par le père Pratmarty. Il meurt le 2 mai 1967 et est inhumé au cimetière de Kōyama.